# Eleições presidenciais em Bangladesh em 2009
As eleições presidenciais bengalis de 2009 foram realizadas em 16 de fevereiro, seguindo as eleições gerais de 2008.

## Resultados
A Liga Awami, foi a vencedora do pleito. O resultado foi divulgado em meio a denúncias de fraude que levaram o Governo a dizer se sentir "envergonhado" com a suposta tentativa de um ministro de influir no processo eleitoral.
Segundo os últimos resultados, os candidatos da Liga Awami, da primeira-ministra Sheikh Hasina, conseguiram com 304 cadeiras das 477 em jogo, frente às 79 do Partido Nacionalista de Bangladesh (BNP) da ex-chefe de Governo Khaleda Zía. Os dados confirmam a força da Liga Awami, que nas eleições de dezembro obteve 262 dos 300 deputados do Parlamento, o que levou Hasina à chefia do Governo.